# Deutscher Zentralverein homöopathischer Ärzte
Der Deutsche Zentralverein homöopathischer Ärzte (DZVhÄ) ist der Berufsverband homöopathisch tätiger Ärzte. Er wurde 1829 in Köthen gegründet und ist der älteste noch bestehende deutsche Ärzteverband. Im Jahr 2020 zählte er etwa 7000 Mitglieder.

## Aufgaben
Der Verein dient der Wahrnehmung und Vertretung der berufspolitischen Interessen der homöopathischen Ärzte. Die ärztliche Fort- und Weiterbildung im Bereich Homöopathie ist eines der weiteren zentralen Aufgabengebiete. Nach entsprechender Ausbildung wird durch manche Ärztekammern gegenwärtig noch die Zusatzbezeichnung „Homöopathie“ verliehen. Darüber hinaus fördert der DZVhÄ die Homöopathieforschung und die Etablierung der Homöopathie an den Hochschulen.

## Struktur
In Anlehnung an die dezentrale Struktur der ärztlichen Selbstverwaltung sind die Mitglieder in elf Landesverbänden organisiert. Der Zusammenschluss der Landesverbände bildet als Dach den DZVhÄ. Der Sitz des Vereins ist in Berlin.
Der Verein ist Mitglied im European Committee for Homeopathy (ECH), dem europäischen Dachverband homöopathischer Ärztegesellschaften, der die berufspolitischen Interessen auf europäischer Ebene wahrnimmt. Auch im Weltverband der homöopathischen Ärztegesellschaften, der Liga medicorum homoeopathica internationalis (LMHI), wirkt der DZVhÄ führend mit.
Die Homöopathie-Stiftung des DZVhÄ hat das Ziel, die Praxis, Forschung und Dokumentation der Homöopathie miteinander zu vernetzen und finanziell zu unterstützen. Die Stiftung hat zusammen mit dem Europäischen Institut für Homöopathie (InHom) ihren Sitz in Köthen.

## Geschichte
Der Deutsche Zentralverein homöopathischer Ärzte wurde ursprünglich am 10. August 1829 in Köthen gegründet. Ziel des Vereins war die Errichtung eines homöopathischen Heil- und Lehrkrankenhauses durch Spendenbeiträge. Er firmierte anfänglich unter dem Namen Verein zur Beförderung und Ausbildung der homöopathischen Heilkunst. Zur Förderung der Vereinsarbeit homöopathischer Heilkunst schuf sich der Verein 1829 die Zeitung der naturgesetzlichen Heilkunst. Am 10. August 1832 wurde der Verein auf der Jahresversammlung im Leipziger Hôtel de Saxe in Homöopathischer Zentralverein umbenannt. Im selben Jahr erschien die erste Ausgabe der Allgemeinen Homöopathischen Zeitung (AHZ) und am 22. Januar 1833 wurde das erste homöopathische Krankenhaus in Leipzig eingeweiht. Im Jahr 1925 entstand mit deutscher Beteiligung die Liga medicorum homoeopathica internationalis (LMHI) – der Weltverband der nationalen homöopathisch-ärztlichen Fachgesellschaften. In den 1940er Jahren wurde die Zusatzbezeichnung „Homöopathie“ für Ärzte eingeführt. 1990 wurde als europäischer Zusammenschluss nationaler Ärztegesellschaften das European Committee for Homeopathy (ECH) mit Sitz in Brüssel gegründet.

## Kritik
Der Journalist Jens Lubbadeh warf dem Verband vor, dass er zusammen mit der Deutschen Homöopathie-Union (DHU) und anderen Firmen Blogs und Websites zur Diffamierung von Kritikern alternativmedizinischer Praktiken finanziere.
Im November 2017 bekam Cornelia Bajic, die Vorstandsvorsitzende des DZVhÄ, stellvertretend für den Verein den Negativpreis Goldenes Brett vorm Kopf für den größten pseudowissenschaftlichen Unfug in der Kategorie „Lebenswerk“.